# アンリエッタ (小惑星)
アンリエッタ (225 Henrietta) は、小惑星帯に位置する大きな小惑星の一つで、C型小惑星に分類される。
キュベレー族に属し、木星との4:7の軌道共鳴状態にあると考えられている。
1882年4月19日にオーストリアの天文学者、ヨハン・パリサがウィーンで発見し、天文学者ピエール・ジャンサンの妻アンリエッタにちなんで命名された。
2007年7月5日には日本で 、7月16日には北アメリカで掩蔽が観測されている(動画)。